# Distrito de Librazhd
El distrito de Librazhd (en albanés: Rrethi i Librazhdit) fue uno de los 36 distritos de Albania. Su población aproximada era de 72000 personas (2004) y una extensión territorial de 1102 km². Se encontraba al este del país y su capital era Librazhd.